# Felíneos
Felíneos (nome científico: Felinae) é uma subfamília dos felídeos que inclui quase todos os gêneros viventes desta família, com exceção de Panthera e Neofelis. A maior parte das espécies são de pequeno a médio porte, mas algumas possuem grande porte, como a onça-parda (Puma concolor) e a chita (Acynonyx jubatus). Os mais antigos registros de Felinae pertencem a Felis attica do fim do Mioceno, há 9 milhões de anos, do oeste da Eurásia.

## Gêneros
| - Gênero Acinonyx Brookes, 1828 - Acinonyx aicha Geraads, 1997 † - Acinonyx intermedius Thenius, 1954 † - Acinonyx jubatus Schreber, 1775 – chita ou guepardo - Acinonyx pardinensis Croizet e Joubert, 1928 † - Gênero Caracal Gray, 1843 - Caracal caracal Schreber, 1776 – caracal - Caracal aurata Temminck, 1827 - Gênero Catopuma Severtzov, 1858 - Catopuma badia Gray, 1874 - Catopuma temminckii Vigors & Horsfield, 1827 - Gênero Felis Linnaeus, 1758 - Felis attica Wagner, 1857 † - Felis bieti Milne-Edwards, 1892 - Felis catus Linnaeus, 1758 – gato-doméstico - Felis chaus Schreber, 1777 - Felis lunensis Martelli, 1906 † t - Felis margarita Loche, 1858 - Felis nigripes Burchell, 1824 - Felis silvestris Schreber, 1775 – gato-bravo - Gênero Leopardus Gray, 1842 - Leopardus braccatus Cope, 1889 - Leopardus colocolo Molina, 1782 – gato-palheiro - Leopardus geoffroyi d'Orbigny & Gervais, 1844 – gato-do-mato-grande - Leopardus guigna Molina, 1782 – kodkod - Leopardus guttulus Hensel, 1872 – gato-do-mato-do-sul - Leopardus jacobitus Cornalia, 1865 - Leopardus pajeros Desmarest, 1816 - Leopardus pardalis Linnaeus, 1758 – jaguatirica - Leopardus tigrinus Schreber, 1775 – gato-do-mato - Leopardus wiedii Schinz, 1821 – gato-maracajá | - Gênero Leptailurus Severtzov, 1858 - Leptailurus serval Schreber, 1776 – serval - Gênero Lynx Kerr, 1792 - Lynx canadensis Kerr, 1792 – lince-canadense - Lynx lynx Linnaeus, 1758 – lince-euroasiático - Lynx pardinus Temminck, 1827 – lince-ibérico - Lynx rufus Schreber, 1777 – lince-pardo - Gênero †Miracinonyx - †Miracinonyx trumani - †Miracinonyx inexpectatus - †Miracinonyx studeri - Gênero Otocolobus - Otocolobus manul Pallas, 1776 - Gênero Pardofelis Severtzov, 1858 - Pardofelis marmorata Martin, 1837 - Gênero Prionailurus Severtzov, 1858 - Prionailurus bengalensis Kerr, 1792 - Prionailurus iriomotensis Imaizumi, 1967 - Prionailurus planiceps Vigors & Horsfield, 1827 - Prionailurus rubiginosus Geoffroy Saint-Hilaire, 1831 - Prionailurus viverrinus Bennett, 1833 - Gênero Puma Jardine, 1834 - Puma concolor Linnaeus, 1771 – onça-parda, suçuarana ou puma - Puma yagouaroundi Geoffroy, 1803 – jaguarundi ou gato-mourisco |